# 반전수수법
반전수수법(일본어: 班田収授法 한덴슈우쥬호[*])이란 일본의 율령제에서 시행된 국가의 농지(반전) 경작권의 지급・수용에 관한 법체계다. 반전수수법에 따른 제도를 반전제(班田制)라고 한다. 반전제는 일본 율령제의 근간제도 가운데 하나로서, 아스카시대 후기부터 헤이안시대 전기에 걸쳐 실시되었다.
반전을 경작하는 자는 수확물에서 일정 비율을 국가에 수납하고(이를 수조[輸租]라 한다), 나머지는 자신의 식량으로 삼았다. 이에 비하여 불수조전(不輸租田)은 수확물 전부 혹은 대부분을 경작자의 직접수입으로 삼을 수 있었다.